# 1963年の日本シリーズ
1963年の日本シリーズ（1963ねんのにっぽんシリーズ、1963ねんのにほんシリーズ）は、1963年10月26日から11月4日まで行われたセ・リーグ優勝チームの読売ジャイアンツとパ・リーグ優勝チームの西鉄ライオンズによる第14回プロ野球日本選手権シリーズである。

## 試合結果
| 日付                                   | 試合   | ビジター球団（先攻） | スコア   | ホーム球団（後攻） | 開催球場   |
| -------------------------------------- | ------ | -------------------- | -------- | ------------------ | ---------- |
| 10月26日（土）                         | 第1戦  | 読売ジャイアンツ     | 1 - 6    | 西鉄ライオンズ     | 平和台球場 |
| 10月27日（日）                         | 第2戦  | 読売ジャイアンツ     | 9 - 6    | 西鉄ライオンズ     | 平和台球場 |
| 10月28日（月）                         | 移動日 | 移動日               | 移動日   | 移動日             | 移動日     |
| 10月29日（火）                         | 第3戦  | 雨天中止             | 雨天中止 | 雨天中止           | 後楽園球場 |
| 10月30日（水）                         | 第3戦  | 西鉄ライオンズ       | 2 - 8    | 読売ジャイアンツ   | 後楽園球場 |
| 10月31日（木）                         | 第4戦  | 西鉄ライオンズ       | 4 - 1    | 読売ジャイアンツ   | 後楽園球場 |
| 11月1日（金）                          | 第5戦  | 西鉄ライオンズ       | 1 - 3    | 読売ジャイアンツ   | 後楽園球場 |
| 11月2日（土）                          | 移動日 | 移動日               | 移動日   | 移動日             | 移動日     |
| 11月3日（日）                          | 第6戦  | 読売ジャイアンツ     | 0 - 6    | 西鉄ライオンズ     | 平和台球場 |
| 11月4日（月）                          | 第7戦  | 読売ジャイアンツ     | 18 - 4   | 西鉄ライオンズ     | 平和台球場 |
| 優勝：読売ジャイアンツ（2年ぶり6回目） |        |                      |          |                    |            |

### 第1戦
|                  | 1 | 2 | 3 | 4 | 5 | 6 | 7 | 8 | 9 | R | H | E |
| ---------------- | - | - | - | - | - | - | - | - | - | - | - | - |
| 読売ジャイアンツ | 0 | 0 | 0 | 0 | 0 | 0 | 0 | 0 | 1 | 1 | 6 | 0 |
| 西鉄ライオンズ   | 0 | 4 | 0 | 0 | 1 | 0 | 0 | 1 | X | 6 | 7 | 0 |

1. ［巨］：伊藤（1回2/3）、宮田（2回1/3）、高橋（2回）、中村（1回）、北川（1回）
2. ［西］：稲尾（9回）
3. 勝利：稲尾（1勝）
4. 敗戦：伊藤（1敗）
5. 本塁打
［巨］：山崎1号（9回ソロ・稲尾）
［西］：和田1号（2回2ラン・伊藤）、ウィルソン1号（5回ソロ・高橋）
6. 審判
［球審］田川
［塁審］国友（一）、川瀬（二）、有津（三）
［外審］小島（左）、筒井（右）
7. 試合時間：2時間29分

2回裏に西鉄が和田の2ランホームラン、玉造のタイムリーヒットで3点に、巨人の2番手投手宮田の暴投でもう1点追加、計4点を先取。西鉄は5回裏にウイルソンのソロ本塁打、8回裏にももう1点追加。稲尾がシリーズ10勝目となる完投勝利。巨人は山崎正之のソロ本塁打で一矢を報いるのがやっと。
公式記録関係（日本野球機構ページ）

### 第2戦
|                  | 1 | 2 | 3 | 4 | 5 | 6 | 7 | 8 | 9 | R | H  | E |
| ---------------- | - | - | - | - | - | - | - | - | - | - | -- | - |
| 読売ジャイアンツ | 1 | 3 | 0 | 4 | 0 | 1 | 0 | 0 | 0 | 9 | 8  | 2 |
| 西鉄ライオンズ   | 1 | 1 | 0 | 0 | 1 | 0 | 1 | 0 | 2 | 6 | 10 | 5 |

1. ［巨］：城之内（3回）、藤田（6回）
2. ［西］：田中勉（0回2/3）、安部（1回0/3）、畑（0回1/3）、若生（4回）、井上善（2回）、与田（1回）
3. 勝利：藤田（1勝）
4. 敗戦：安部（1敗）
5. 本塁打
［巨］：王1号（1回ソロ・安部）
［西］：ウィルソン2号（9回2ラン・藤田）
6. 審判
［球審］国友
［塁審］川瀬（一）、有津（二）、田川（三）
［外審］岡田功（左）、横沢七（右）
7. 試合時間：2時間54分

西鉄の先発投手・田中 (勉) が1回表に巨人の2番・広岡の打球を右足スネに受け退場するというアクシデント。急遽登板した安部は次打者・3番の王に初球をいきなりライトスタンドに叩き込まれ先制される。西鉄もその裏、ロイのタイムリーで追い付くが、安部は2回表に3四球、暴投に、相手投手の城之内にタイムリーを打たれるなど3失点。その城之内は4回表に西鉄の4番手投手・若生の投球を受けて脱臼するアクシデントに見舞われるが、柴田、長嶋にタイムリーが出るなど打線が奮起し巨人はこの回4点。6回表にも長嶋がタイムリー2塁打を放ちダメを押す。西鉄は5回に1点、7回にロイがタイムリー、9回にウイルソンが2ランを打って食い下がるも追い付けず。両者1勝1敗の五分に持ち込んだ。
公式記録関係（日本野球機構ページ）

### 第3戦
|                  | 1 | 2 | 3 | 4 | 5 | 6 | 7 | 8 | 9 | R | H  | E |
| ---------------- | - | - | - | - | - | - | - | - | - | - | -- | - |
| 西鉄ライオンズ   | 0 | 0 | 0 | 0 | 2 | 0 | 0 | 0 | 0 | 2 | 6  | 1 |
| 読売ジャイアンツ | 0 | 0 | 0 | 2 | 5 | 0 | 0 | 1 | X | 8 | 10 | 0 |

1. ［西］：稲尾（5回）、与田（2回）、畑（1回）
2. ［巨］：伊藤（9回）
3. 勝利：伊藤（1勝1敗）
4. 敗戦：稲尾（1勝1敗）
5. 本塁打
［巨］：長嶋1号（4回2ラン・稲尾）
6. 審判
［球審］川瀬
［塁審］有津（一）、田川（二）、国友（三）
［外審］小島（左）、筒井（右）
7. 試合時間：2時間28分

この日から後楽園に舞台を移す。4回裏、長嶋の2ランで巨人が先制。西鉄は高倉が2点タイムリー2塁打を放ち同点に追い付くが、その裏巨人は森、山崎 (正) の連続タイムリーなどで5点を取り一気に突き放す。西鉄はその後打線が振るわず、先発の稲尾は日本シリーズでは自身最多となる5失点、巨人が2勝目と勝ち越す。
公式記録関係（日本野球機構ページ）

### 第4戦
|                  | 1 | 2 | 3 | 4 | 5 | 6 | 7 | 8 | 9 | R | H  | E |
| ---------------- | - | - | - | - | - | - | - | - | - | - | -- | - |
| 西鉄ライオンズ   | 0 | 0 | 0 | 1 | 0 | 1 | 1 | 1 | 0 | 4 | 11 | 0 |
| 読売ジャイアンツ | 0 | 0 | 1 | 0 | 0 | 0 | 0 | 0 | 0 | 1 | 7  | 2 |

1. ［西］：田中勉（3回）、安部（6回）
2. ［巨］：藤田（3回0/3）、宮田（3回1/3）、北川（0回2/3）、中村（2回）
3. 勝利：安部（1勝1敗）
4. 敗戦：宮田（1敗）
5. 本塁打
［西］：田中久1号（8回ソロ・中村）
6. 審判
［球審］有津
［塁審］田川（一）、国友（二）、川瀬（三）
［外審］岡田功（左）、横沢七（右）
7. 試合時間：2時間42分

2回裏、巨人は長嶋のセンター前ヒット、池沢のセンター2塁打、柴田が四球を選び満塁とするが、藤田がライトフライに倒れ好機を逃す。
3回裏に巨人は池沢が西鉄の先発・田中 (勉) から押し出しとなる四球を選び1点先制、更に1死満塁が続くも山崎 (正) がライトフライ、坂崎がセンターフライでまたも好機を逃す。その直後4回表に田中 (久) のセンター犠牲フライで同点に追い付き、6回表、7回表にはいずれも巨人の2番手投手・宮田の失策がらみで西鉄がそれぞれ1点ずつ追加、8回にも田中 (久) がダメ押しとなるソロ本塁打。再び両者2勝2敗の五分に。
公式記録関係（日本野球機構ページ）

### 第5戦
|                  | 1 | 2 | 3 | 4 | 5 | 6 | 7 | 8 | 9 | R | H | E |
| ---------------- | - | - | - | - | - | - | - | - | - | - | - | - |
| 西鉄ライオンズ   | 0 | 0 | 0 | 0 | 0 | 1 | 0 | 0 | 0 | 1 | 7 | 0 |
| 読売ジャイアンツ | 0 | 1 | 0 | 1 | 0 | 1 | 0 | 0 | X | 3 | 4 | 0 |

1. ［西］：井上善（4回）、田中勉（2回）、安部（2回）
2. ［巨］：高橋（9回）
3. 勝利：高橋（1勝）
4. 敗戦：井上善（1敗）
5. 本塁打
［西］：バーマ1号（6回ソロ・高橋）
［巨］：長嶋2号（2回ソロ・井上善）、長嶋3号（4回ソロ・井上善）、王2号（6回ソロ・田中勉）
6. 審判
［球審］田川
［塁審］国友（一）、川瀬（二）、有津（三）
［外審］小島（左）、筒井（右）
7. 試合時間：2時間10分

2回裏、4回裏に長嶋が2打席連続のソロ本塁打。西鉄先発の井上善夫は4回までに、長嶋以外は船田への四球1個だけに抑えていただけに長嶋一人にやられた形。西鉄は6回表にバーマのソロ本塁打で1点返すも、直後の6回裏、王がとどめとなる3点目のホームラン。巨人は高橋が完投勝利、日本一に王手をかける。
公式記録関係（日本野球機構ページ）

### 第6戦
|                  | 1 | 2 | 3 | 4 | 5 | 6 | 7 | 8 | 9 | R | H  | E |
| ---------------- | - | - | - | - | - | - | - | - | - | - | -- | - |
| 読売ジャイアンツ | 0 | 0 | 0 | 0 | 0 | 0 | 0 | 0 | 0 | 0 | 2  | 0 |
| 西鉄ライオンズ   | 2 | 0 | 1 | 0 | 2 | 0 | 0 | 1 | X | 6 | 11 | 0 |

1. ［巨］：伊藤（4回0/3）、北川（1回）、中村（3回）
2. ［西］：稲尾（9回）
3. 勝利：稲尾（2勝1敗）
4. 敗戦：伊藤（1勝2敗）
5. 本塁打
［西］：バーマ2号（1回2ラン・伊藤）
6. 審判
［球審］国友
［塁審］川瀬（一）、有津（二）、田川（三）
［外審］岡田功（左）、横沢七（右）
7. 試合時間：2時間9分

この日から再び平和台に戻る。1回裏、西鉄がバーマの2ランで先制。3回裏には兼任監督であった中西のタイムリーで1点、5回裏に同じく中西のタイムリー、和田のライト犠牲フライで2点、8回裏にも高倉のセンター犠牲フライで1点それぞれ加点。西鉄の先発・稲尾は巨人打線を柴田、広岡のシングルヒット2本だけに抑え、自身も2本の2塁打を放つ活躍もあって完投完封勝利。これで両者が日本一に王手をかけた。
公式記録関係（日本野球機構ページ）

### 第7戦
11月4日　平和台球場　入場者数：17436人　試合開始12:59　試合時間2時間32分
| 巨人 | 1 | 0 | 3 | 9 | 0 | 5 | 0 | 0 | 0 | 18 |
| 西鉄 | 1 | 0 | 1 | 0 | 0 | 2 | 0 | 0 | 0 | 4  |

| （巨） | ○高橋（2勝）- 藤尾、森                                                                                                 |
| （西） | ●稲尾（2勝2敗）、安部、田中勉、与田 - 和田、河合                                                                       |
| 本塁打 | |
| （巨） | 柳田1号（1回、稲尾）、柴田1号（4回3ラン、安部）、王3号（4回、安部）、池沢1号（4回、田中勉）、王4号（6回2ラン、田中勉） |
| （西） | 伊藤光1号（6回、高橋）                                                                                                 |

[審判]パ川瀬（球）セ有津、パ田川、セ国友（塁）パ小島、セ筒井（外）
日本一をかけた一戦、西鉄は稲尾にすべてを託して先発に送り出すも、1回表、巨人の1番打者・柳田にいきなりソロ本塁打。直後の1回裏にウイルソンがタイムリーを放ち同点に追い付くも、3回表に柴田の2点タイムリー3塁打、王のライト犠牲フライで3点追加、直後の3回裏に西鉄もロイのタイムリー2塁打で1点返す。
シリーズの流れが決してしまうのは4回表だった。稲尾は池沢、広岡に連続ヒットを許し、ここで降板。しかしその後を継いだ安部が巨人打線を抑えられず、船田、森の連続タイムリー、投手・高橋の犠打フィルダースチョイス、柴田の3ラン、王のソロ本塁打、さらにその後も池沢が西鉄の3番手投手・田中 (勉) から2ランを放ち、この回だけで打者14人、9点を取るビッグイニングとなった。
6回表にも巨人は船田、森、柴田のタイムリー、王の2ランで5点を追加。西鉄は6回裏に伊藤光四郎のソロ本塁打、河合のタイムリーで2点を返すのがやっとで、巨人は先発の高橋明が完投し、18-4の大差を付け勝利、1961年以来2年ぶりの日本一となった。なお巨人の1試合18得点、14点差勝利、および4回表に記録した1イニング9得点は、2024年現在でも日本シリーズ最多記録である。なおこの試合が平和台球場で開催された最後の日本シリーズとなる。
公式記録関係（日本野球機構ページ）

## 表彰選手
- 最優秀選手賞（MVP）：長嶋茂雄（巨人）
- 敢闘賞：稲尾和久（西鉄）
- 首位打者賞：城戸則文（西鉄）
- 最優秀投手賞：高橋明（巨人）
- 技能賞：広岡達朗（巨人）
- 優秀選手賞：王貞治（巨人）

## テレビ・ラジオ中継

### テレビ中継
- 第1戦:10月26日
  - NHK総合　実況：斎藤政男　解説：苅田久徳、松木謙治郎
  - RKB毎日放送≪TBS系列≫　実況：榎本猛　解説：簑原宏　ゲスト解説：三原脩（大洋監督）
  - テレビ西日本≪日本テレビ系列≫　解説：野口正明、楠安夫
  - 九州朝日放送≪フジテレビ系列≫　実況：小城慶一　解説：西村貞朗　ゲスト解説：鶴岡一人（南海監督）
- 第2戦:10月27日
  - NHK総合　実況：岡田実　解説：小西得郎、松木謙治郎
  - RKB毎日放送≪TBS系列≫　実況：榎本猛　解説：簑原宏、別所毅彦　ゲスト解説：三原脩
  - テレビ西日本≪日本テレビ系列≫　実況：大平和夫（日本テレビ）　解説：野口正明、南村侑広
  - 九州朝日放送≪フジテレビ系列≫　実況：池田アナウンサー　解説：西村貞朗　ゲスト解説：金田正一（国鉄）
- 第3戦:10月30日
  - 日本テレビ　実況：越智正典　解説：楠安夫
- 第4戦:10月31日
  - NHK総合　実況：鈴木文彌　解説：苅田久徳、小西得郎
  - 日本テレビ　実況：赤木孝男　解説：戸倉勝城、楠安夫
- 第5戦:11月1日
  - NHK総合　実況：岡田実　解説：苅田久徳、石本秀一
  - 日本テレビ　実況：越智正典　ゲスト解説：三原脩
- 第6戦:11月3日
  - NHK総合　実況：斎藤政男　解説：小西得郎、松木謙治郎
  - RKB毎日放送≪TBS系列≫　実況：榎本猛　解説：簑原宏　ゲスト解説：金田正一
  - テレビ西日本≪日本テレビ系列≫　実況：越智正典（日本テレビ）　解説：野口正明　ゲスト解説：水原茂（東映監督）
- 第7戦:11月4日
  - NHK総合　実況：岡田実　解説：苅田久徳、松木謙治郎
  - RKB毎日放送≪TBS系列≫　実況：榎本猛　解説：簑原宏　ゲスト解説：金田正一、別所毅彦
  - テレビ西日本≪日本テレビ系列≫　実況：越智正典　解説：野口正明　ゲスト解説：水原茂

※第1・2戦は在福テレビ局全てが実況中継した（福岡放送は未開局。九州朝日放送は中継はフジテレビ系列だがNET系列とクロスネットだった）。

### ラジオ中継
- 第1戦:10月26日
  - NHKラジオ第1　実況：岡田実　解説：小西得郎
  - TBSラジオ（九州朝日放送制作）　実況：長谷川弘志　解説：大神武俊　ゲスト解説：水原茂
  - ラジオ関東（現・ラジオ日本）（RKB毎日放送制作）　実況：寺田精作　解説：大島信雄　ゲスト解説：野村克也（南海）
  - ラジオ関西　解説：横沢三郎、児玉利一
- 第2戦:10月27日
  - NHKラジオ第1　実況：鈴木文彌　解説：石本秀一
  - TBSラジオ（九州朝日放送制作）　実況：小城慶一　解説：大神武俊　ゲスト解説：水原茂
  - ラジオ関東（RKB毎日放送制作）　実況：樋口晶貞　解説：大島信雄　ゲスト解説：鶴岡一人
  - ラジオ関西　解説：横沢三郎、小鶴誠
- 第3戦:10月30日
  - NHKラジオ第1　実況：斎藤政男　解説：松木謙治郎
  - TBSラジオ　実況：渡辺謙太郎　解説：別所毅彦　ゲスト解説：鶴岡一人
  - ラジオ関東　実況：島碩弥　解説：児玉利一　ゲスト解説：水原茂
- 第4戦:10月31日
  - NHKラジオ第1　実況：鈴木文彌　解説：小西得郎
  - TBSラジオ　実況：岡部達　解説：大和球士　ゲスト解説：水原茂
  - ラジオ関東　実況：窪田康夫　解説：宇野光雄
- 第5戦:11月1日
  - NHKラジオ第1　実況：土門正夫　解説：小西得郎
  - TBSラジオ　実況：渡辺謙太郎　解説：土屋亨　ゲスト解説：鶴岡一人
  - ラジオ関東　実況：窪田康夫　解説：宇野光雄　ゲスト解説：金田正一
- 第6戦:11月3日
  - NHKラジオ第1　実況：岡田実　解説：苅田久徳
  - TBSラジオ（九州朝日放送制作）　実況：小城慶一　解説：大神武俊　ゲスト解説：鶴岡一人
  - ラジオ関東（RKB毎日放送制作）　実況：杉山明男　解説：大島信雄
  - ラジオ関西　解説：横沢三郎、児玉利一
- 第7戦:11月4日
  - NHKラジオ第1　実況：土門正夫　解説：石本秀一
  - TBSラジオ（九州朝日放送制作）　実況：長谷川弘志　解説：西村貞朗　ゲスト解説：鶴岡一人
  - ラジオ関東（RKB毎日放送制作）　実況：寺田精作　解説：大島信雄　ゲスト解説：野村克也
  - ラジオ関西　解説：横沢三郎

※従来NHKラジオにおけるプロ野球中継はNHKラジオ第2で放送されていたが、この年よりNHKラジオ第1へ移行した。